# Bruntrådsskinn
Bruntrådsskinn (Leptosporomyces fuscostratus) är en svampart som först beskrevs av Edward Angus Burt, och fick sitt nu gällande namn av Hjortstam 1987. Bruntrådsskinn ingår i släktet Leptosporomyces och familjen Atheliaceae.  Arten är reproducerande i Sverige. Inga underarter finns listade i Catalogue of Life.